# Кортес (департамент)
Корте́с (исп. Cortés) — один из 18 департаментов Гондураса. Находится в северо-западной части государства. Граничит с департаментами Атлантида, Йоро, Комаягуа, Санта-Барбара и государством Гватемала. Самый густонаселённый департамент Гондураса.
Создан в 1893 году из выделенных земель департаментов Санта-Барбары и Йоро.
Административный центр — город Сан-Педро-Сула. Главные города — Чолома, Ла-Лима, Виллэнуева. Важнейшие порты Пуэрто-Кортес и Омоа.
Площадь — 3954 км².
Население — 1 610 500 чел. (2011)
Кортес — экономический центр Гондураса, поскольку Сула Валли — главная сельскохозяйственная и промышленная область страны. В конце XIX века американские банановые компании, такие как Юнайтед фрут, скупили лучшие земли для развития фруктовых плантаций. Они вложили в эту область значительные средства, развивая сельское хозяйство и инфраструктуру. Выращенные фрукты в основном экспортировались в США. Для работ на плантациях в Сан-Педро-Сулу стали прибывать эмигранты из Европы, Ближнего Востока и соседних центральноамериканских стран.

## Муниципалитеты
В административном отношении департамент подразделяется на 12 муниципалитетов:
1. Чолома
2. Ла-Лима
3. Омоа
4. Пимиента
5. Потрериллос
6. Пуэрто-Кортес
7. Сан-Антонио-де-Корте
8. Сан-Франциско-де-Иохоа
9. Сан-Мануэль
10. Сан-Педро-Сула
11. Санта-Крус-де-Иохоа
12. Виллэнуева